# Annika Hambrudd
Annika Hambrudd, född 1972 på Åland, är en åländsk politiker. Hon är Ålands kultur- och utbildningsminister sedan december 2019 och var dessförinnan medlem i Jomala kommunstyrelse mellan 2012 och 2019.